# Monica Gunnarsson
Monica Gunnarsson (* 22. April 1965) ist eine ehemalige schwedische Geherin.

## Sportliche Laufbahn
Erste internationale Erfahrungen sammelte Monica Gunnarsson vermutlich im Jahr 1983, als sie bei den Geher-Team-Weltmeisterschaften in Bergen in 50:32 min auf den 32. Platz über 10 km gelangte. 1985 wurde sie bei den Geher-Team-Weltmeisterschaften auf der Isle of Man in 48:20 min 15 und im Jahr darauf belegte sie bei den Europameisterschaften in Stuttgart in 47:24 min den achten Platz. 1987 gewann sie bei den Halleneuropameisterschaften in Liévin in 13:06,46 min die Bronzemedaille im 3000-Meter-Bahngehen hinter Natallja Missjulja aus der Sowjetunion und der Italienerin Giuliana Salce. Bei den Geher-Team-Weltmeisterschaften in New York City gelangte sie nach 46:38 min auf den 18. Platz über 10 km und anschließend belegte sie bei den Weltmeisterschaften in Rom in 45:09 min den sechsten Platz. 1989 erreichte sie bei den Halleneuropameisterschaften in Den Haag mit 12:54,52 min Rang acht über 3000 Meter und bei den Team-Weltmeisterschaften in Barcelona wurde sie nach 45:59 min 13. Im Jahr darauf belegte sie bei den Europameisterschaften in Split in 45:48 min den achten Platz und 1991 erreichte sie bei den Geher-Team-Weltmeisterschaften in San José in 46:08 min Rang 14. 1993 kam sie bei den Team-Weltmeisterschaften in Monterrey nicht ins Ziel und 1995 wurde sie bei den Team-Weltmeisterschaften in Peking in 49:38 min 73.
In den Jahren von 1988 bis 1990 wurde Gunnarsson schwedische Meisterin im 5000-Meter-Bahngehen sowie von 1988 bis 1990 und 1993 auch im 10-km-Straßengehen. Zudem wurde sie von 1987 bis 1989 und 1994 Hallenmeisterin im 3000-Meter-Bahngehen.

## Persönliche Bestleistungen
- 10-km-Gehen: 45:09 min, 1. September 1987 in Rom
- 3000-m-Bahngehen: 12:54,52 min, 19. Februar 1989 in Den Haag
- 5000-m-Bahngehen: 22:35 min, 28. Juli 1988 in Södertälje